# Cele Goldsmith Lalli
Cele Goldsmith Lalli (Scranton, 8 aprile 1933 – Newton, 14 gennaio 2002) è stata una curatrice editoriale statunitense.
Curò la rivista di fantascienza Amazing Stories dal 1959 al 1965, Fantastic dal 1958 al 1965 e successivamente fu redattrice capo della rivista Modern Bride.

## Biografia
Goldsmith iniziò a lavorare nel campo delle riviste di fantascienza e fantasy sotto Paul W. Fairman. Quando Fairman lasciò la Ziff-Davis nel 1958, assunse il ruolo di redattrice di Amazing Stories e Fantastic. Goldsmith fu aperta a nuovi autori e a sperimentazioni letterarie. Tra gli scrittori che pubblicò per prima ci furono Thomas M. Disch, Ursula K. Le Guin, Keith Laumer, Sonya Dorman (come autrice di fantascienza) e Roger Zelazny. Ebbe un ruolo fondamentale nel far uscire Fritz Leiber dal ritiro indotto da un blocco dello scrittore (un numero del 1959 fu completamente dedicato alla sua narrativa) e fu tra i primi negli Stati Uniti a pubblicare l'autore britannico J. G. Ballard. 
Goldsmith si sposò nel 1964 e aggiunse il cognome del marito (Lalli) al suo.
Nel 1962 ricevette un premio speciale alla World Science Fiction Convention per il suo lavoro sulle riviste. La Le Guin e i successivi redattori di Fantastic e Amazing, Barry N. Malzberg e Ted White, hanno citato l'importanza dei suoi successi.
Nel 1965 la Ziff-Davis cedette le due riviste all'editore Sol Cohen, che fondò la Ultimate Publications per pubblicarle. Lalli rimase alla Ziff-Davis, dove lavorò alla rivista Modern Bride per 30 anni.
Poco dopo essersi ritirata, rimase uccisa in un incidente stradale a Newtown, Connecticut, il 14 gennaio 2002.